# Побережник чорногрудий
Побережник чорногрудий або чорноволик (Calidris alpina) — невеликий прибережний птах родини баранцевих (Scolopacidae)

## Опис
Кулик невеликого розміру. Маса тіла 40-80 г, довжина тіла 16-22 см, розмах крил 35-40 см. У дорослого птаха в шлюбному вбранні верх голови, спина і плечі рудувато-бурі, на голові чорні риски, на спині і плечах чорні плями; верх крил сірий; нижня частина голови, шия і воло білі, з чорними рисками; надхвістя біле, з поздовжньою чорною смугою посередині; груди і передня частина черева чорні; задня частина черева і підхвістя білі; спід крил білий; зверху вздовж основи чорно-бурих махових пер проходить вузька біла смуга; стернові пера світло-сірі, центральна пара темно-бура; дзьоб чорний, злегка загнутий донизу; ноги чорні. Дорослий птах у позашлюбному оперенні верх і воло сірі; низ білий. Молодий птах подібний до дорослого у шлюбному оперенні, але на грудях і череві лише окремі чорні плями.

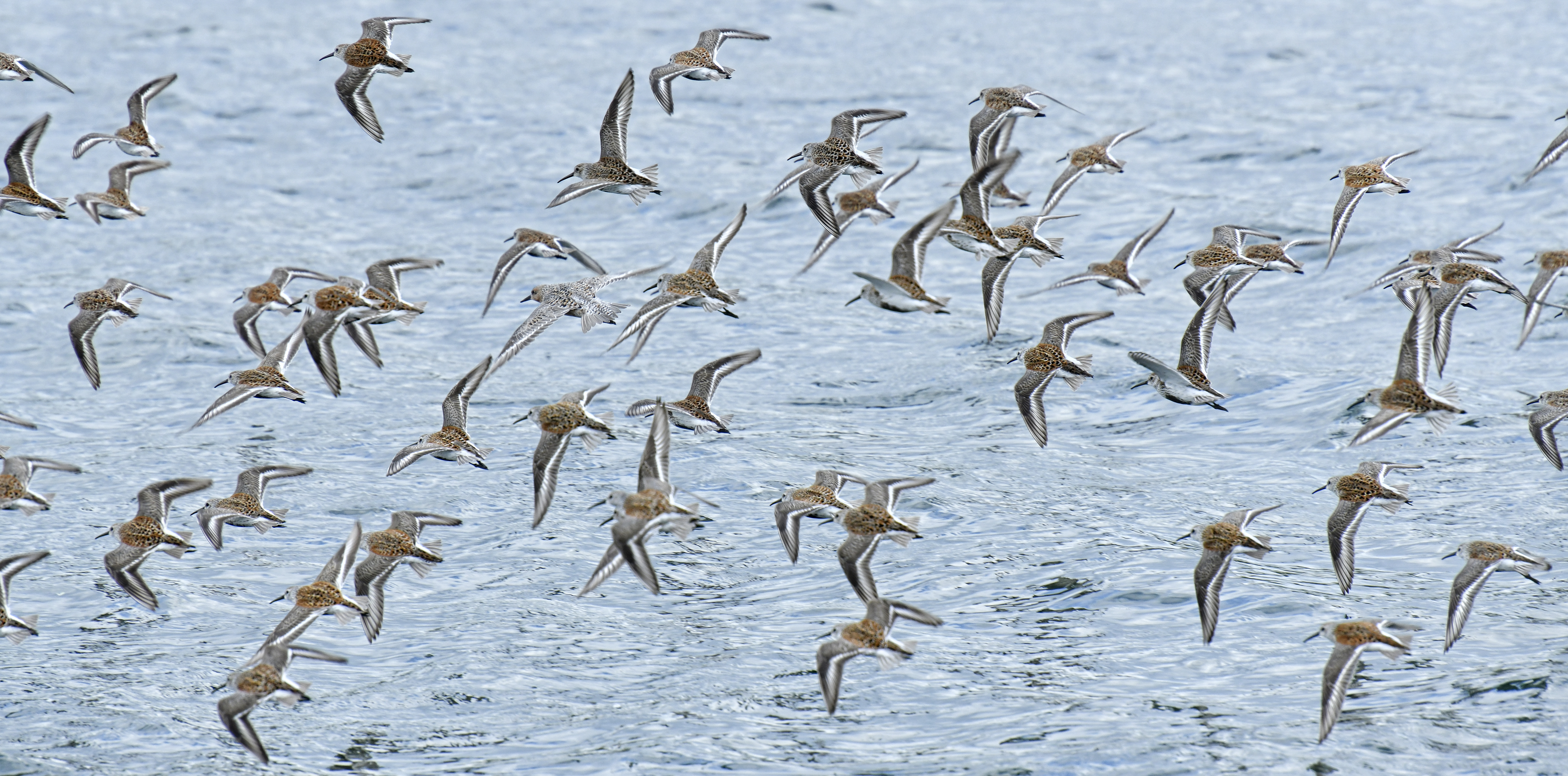
Зграя побережників чорногорудих здіймається на крило після перепочинку на весняному перельоті

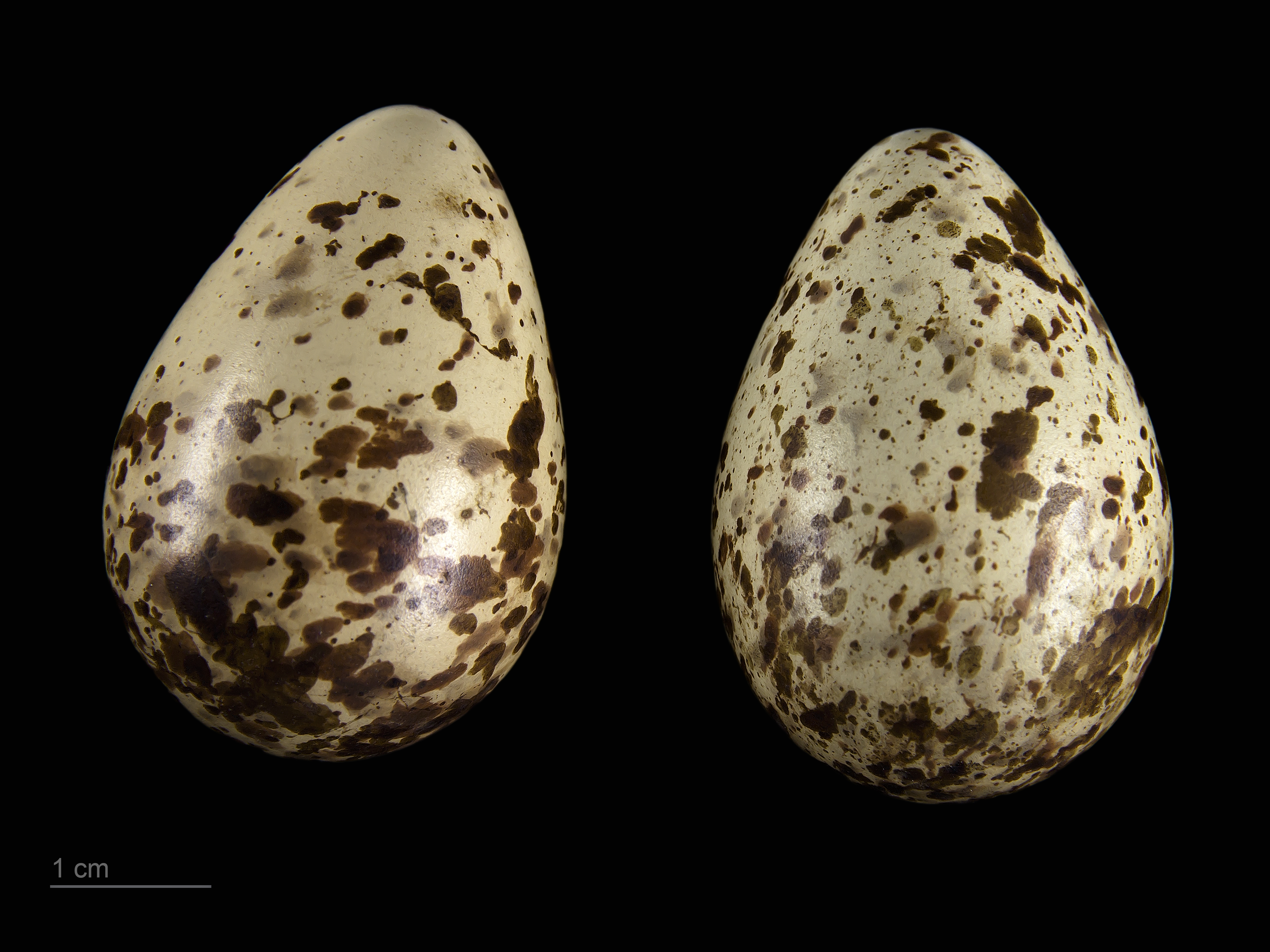
яйце Calidris alpina alpina - Тулузький музей

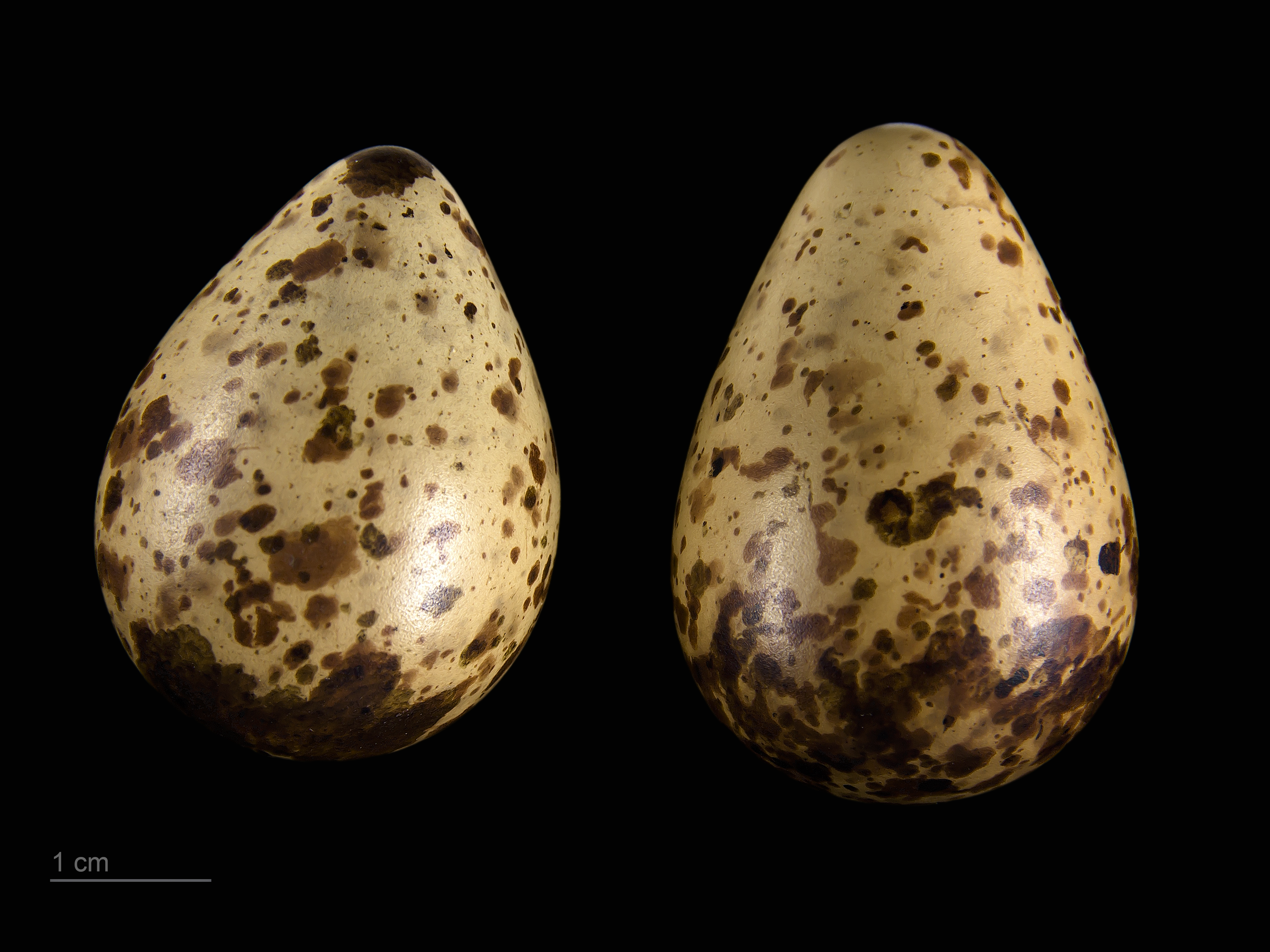
яйце Calidris alpina schinzii - Тулузький музей

## Поширення
Побережник чорногрудий гніздиться по всьому узбережжі Північного Льодовитого океану. Птахи з Північної Європи та Азії мігрують на великі відстані, проводячи зиму в Африці і Південно-Східній Азії. Північноамериканські птахи мігрують лише на невеликі відстані до тихоокеанського та атлантичного узбережжя Північної Америки. 
В Україні під час сезонних міграцій зустрічається на всій території, під час зимівлі — в дельті Дунаю та на Сиваші.